# Lophophora polycyma
Lophophora polycyma là một loài bướm đêm trong họ Noctuidae.